# Рудольф Дасслер
Ру́дольф Да́сслер (нар. 26 березня 1896, Герцогенаурах, Німецька імперія — 27 жовтня 1974, там само) — німецький підприємець, засновник фірми Puma, яка виробляє спортивний одяг і взуття, брат засновника фірми Adidas — Адольфа Дасслера.
Спочатку його фірма мала назву «Ruda» (Rudolf Dassler) яку він змінив пізніше на Puma.
Рудольф Дасслер помер 27 жовтня 1974 року від раку легень.